# 沖物産
沖物産株式会社（おきぶっさん、英: OKI PRODUCTS CO.,LTD.）は兵庫県淡路市に本社を置く食関連会社。

## 沿革
- 明治初期：海産物問屋として淡路島で創業
- 1942年（昭和17年）：沖海運株式会社として設立。十数隻の船舶を擁し、海上運輸に専念。
- 1945年（昭和20年）：太平洋戦争に船が借り出され、終戦時に残ったのは2隻のみだった。終戦後すぐに木造船の建造を始め、鉄鋼船を含め第1開神丸から第21開神丸まで建造。
- 1949年（昭和24年）：統制令が解除され、玉葱の集荷販売を始める。
- 1951年（昭和26年）：大阪市此花区に大阪支店を開設。
- 1952年（昭和27年）：東和水産株式会社（現クラレイ株式会社）を設立。
- 1954年（昭和29年）：沖物産株式会社に社名変更。
- 1960年（昭和35年）：玉葱取扱い実績が国内20%と日本一となる。沖冷蔵株式会社を設立。
- 1963年（昭和38年）：淡路中央冷凍株式会社、淡路協同冷蔵株式会社を設立。
- 1969年（昭和44年）：大阪湾工場を建設。
- 1972年（昭和47年）：福良工場を建設。
- 1977年（昭和52年）：大阪支店に商事部門を開設。
- 1979年（昭和54年）：大阪湾工場に加工工場を建設。
- 1993年（平成5年）：本社を兵庫県淡路市の大阪湾工場隣接地に移転。本社ビルを建設。
- 2001年（平成13年）：大阪湾工場にHACCP対応食品加工工場を新設。
- 2004年（平成16年）：大阪湾工場食品加工工場増設。
- 2009年（平成21年）：大阪支店建て替え。
- 2015年（平成27年）：兵庫県淡路市に新島食品加工場を竣工。
- 2017年（平成29年）：神戸市東灘区に神戸営業所を開設。
- 2018年（平成30年）：代表取締役社長に村上俊二が就任。

## 事業所
- 本社：兵庫県淡路市志筑3112‐10
- 大阪支店：大阪市此花区西九条2-1-38
- 大阪湾工場：兵庫県淡路市志筑3112-11
- 神戸営業所：兵庫県神戸市東灘区深江浜町1−1神戸中央冷蔵（株）東部支社内
- 福良工場：兵庫県南あわじ市福良甲134-14